# Werk Presanella

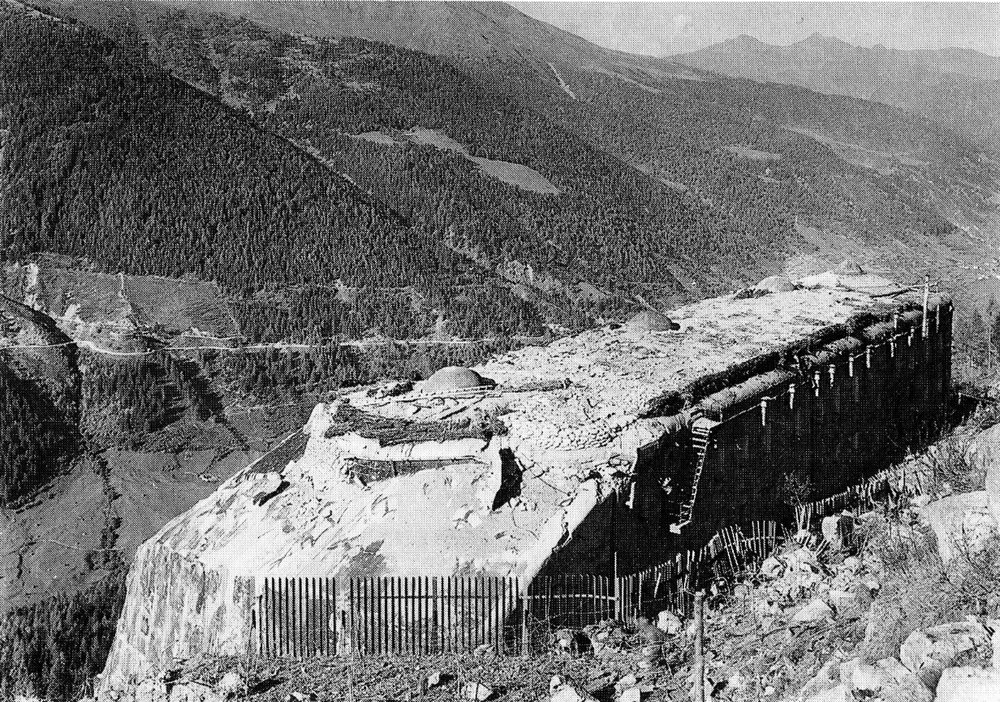
Werk Presanella nach der ersten Beschießung

Das Werk Presanella gehörte zum österreichisch-ungarischen Verteidigungssystem gegen Italien.
Es sperrte zusammen mit den Werken Tonale, Mero und Strino als Sperrgruppe Tonale die Straße vom Tonalepass durch das Val di Vermiglio über das  Val di Sole in das Etschtal und somit in den Rücken der Festung Trient bzw. in Richtung Bozen.
Es liegt im Subrayon II des Abwehrriegels der österreichischen Festungswerke an der Grenze zu Italien auf einem Höhenrücken (1884 m) nördlich der Croz di Stavel (2635 m) und Cima die Pozzi (2890 m) und wurde daher italienischerseits auch als „Forte Pozzi Alti“ oder „Forte Stavel“ bezeichnet. Im heutigen amtlichen Kartenwerk Italiens findet sich nur noch die Bezeichnung „Ex Forte Presanella“.

## Geschichte

### Bau und Bewaffnung
Erbaut wurde das Werk in den Jahren 1910 bis 1912 nach dem gleichen Muster wie die Werke Verle und Lusern nordöstlich der Hochfläche der Sieben Gemeinden (Altopiano dei Sette Comuni). Aus diesem Grunde war es bei der Fertigstellung bereits nicht mehr auf dem aktuellen Stand der Befestigungstechnik, da die zwischenzeitliche Entwicklung auf dem Gebiet der Festungsartillerie die Baupläne dieser Werke überholt hatte (unter anderem waren der Batterieblock und der Kasemattblock noch nicht getrennt). Ein Graben war, bedingt durch die Lage über einer Steilwand nicht vorhanden; der Komplex war jedoch von einem Stahlgitterzaun umgeben.
Ausgestattet war die Anlage mit drei Turmhaubitzen 10 cm M 9 in Geschützpanzerkuppeln, zwei 8-cm-Kasemattkanonen hinter Stirnpanzern, sowie mit acht Maschinengewehren M 07/12 und einer gepanzerten Beobachtungskuppel. Der Komplex war so angelegt, dass die Längsachse nahezu direkt auf den neuralgischen Punkt der Sperre, den Passo Tonale zeigte. Bauartbedingt lagen die Turmgeschütze deswegen ebenfalls in einer Linie hintereinander, Flachfeuer (direkter Beschuss) war daher bei einem Angriff vom Tonalepass her in diese Richtung nicht möglich, da die Geschütze sich gegenseitig behindert hätten. Das quaderförmige Gebäude hatte vor der schmalen Frontseite eine keilförmige Aufschüttung als Verstärkung erhalten.

Es bestand Sichtverbindung zu den anderen Werken der Tonale Sperrgruppe.

### Erster Weltkrieg
Beschossen wurde das Werk im Alpenkrieg während der gesamten Dauer der Kampfhandlungen von den bei Ponte di Legno und im Valle Seria aufgestellten italienischen Batterien. Dabei erzielten die 149-mm-Feldgeschütze, die bis Mitte August 1915 allein eingesetzt waren, so gut wie keine Wirkung, während die Beschießung mit 30,5-cm-Haubitzen ab 23. August 1915 bei nur wenigen erzielten Treffern schwere Schäden anrichtete. Ab Ende dieses Monats wurden die Geschütze aus dem Werk ausgebaut und in Feldstellungen weiterverwendet. Die Anlage war jedoch weiterhin besetzt und wurde im Juni 1918 bei dem Unternehmen Lawine als Hauptquartier der 1. Infanterie-Truppendivision verwendet. Insgesamt wurde Presanella mit etwa 450 Granaten mittlerer und schwerer Kaliber beschossen, bei einer Trefferquote von jedoch nur vier Prozent. Die schweren Schäden ergaben sich allein durch die exponierte Lage des Werkes, das wie eine mittelalterliche Burg völlig ungedeckt auf einem Bergvorsprung saß.